# Clemens Holzmeister

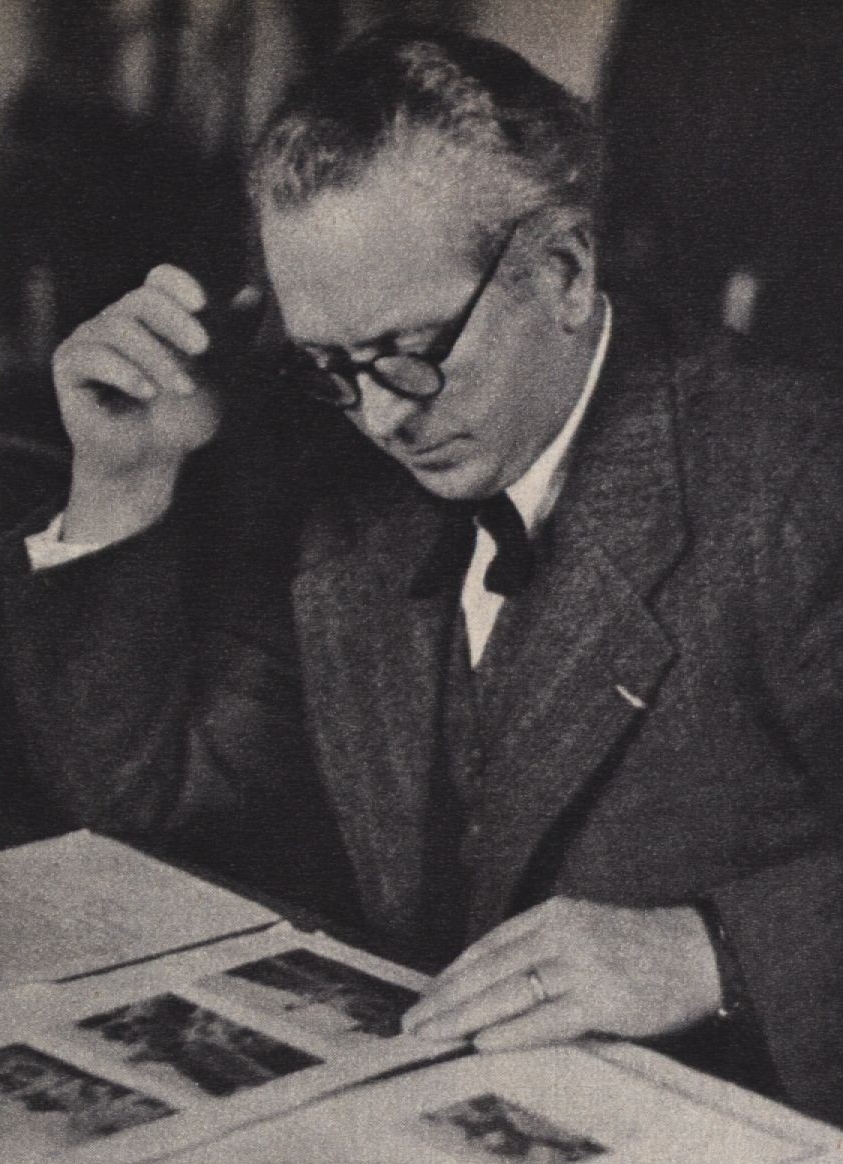
Aufnahme von Otto Skall (1937)

Clemens Holzmeister (* 27. März 1886 in Fulpmes, Tirol als Klement Holzmeister; † 12. Juni 1983 in Hallein, Salzburg) war ein österreichischer Architekt, der u. a. in Österreich, Deutschland, der Türkei und Brasilien tätig war.

## Biografie

### Herkunft und Ausbildung
Clemens Holzmeister kam in Fulpmes als Tiroler mit brasilianischer Staatsbürgerschaft zur Welt. Der einer Hammerschmiedfamilie entstammende Großvater wollte nach Brasilien auswandern, starb jedoch bereits während der Überfahrt an der Cholera. Die Großmutter verschlug es mit ihren sieben Kindern nach Südamerika, das älteste war der Vater von Clemens Holzmeister, Johann Holzmeister, welcher als Erwachsener Kaffee anbaute und eine Familie gründete. Nachdem sieben der Kinder an Malaria gestorben waren, kehrte Holzmeister senior mit seiner restlichen Familie nach Tirol zurück, wo er Vater vier weiterer Kinder wurde. Nach dem Tod seiner ersten Frau heiratete er am 5. Feber 1884 Maria Kirchstatter. In dieser Ehe folgten vier weitere Kinder, von denen das zweitälteste Clemens Holzmeister war. Dieser besuchte in Innsbruck die Realschule, in welcher er mehr schlecht als recht durchkam. Dort trat er der katholischen Mittelschulverbindung Cimbria Innsbruck bei. Nachdem ihn ein Freund aus München für die Baukunst begeistert hatte, ging er nach Wien an die Technische Hochschule.

### Späteres Leben

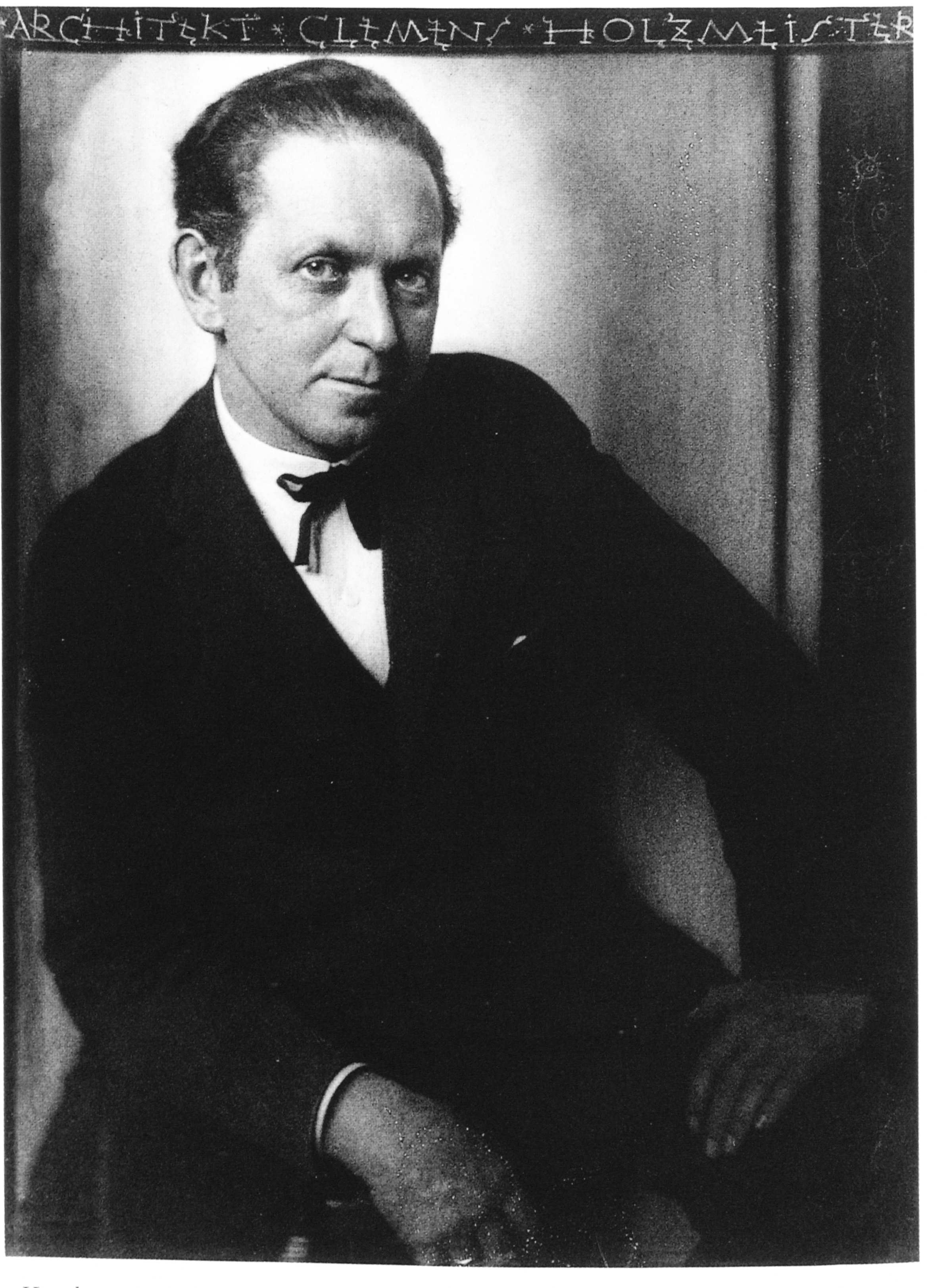
Anton Josef Trčka: Clemens Holzmeister (1926)

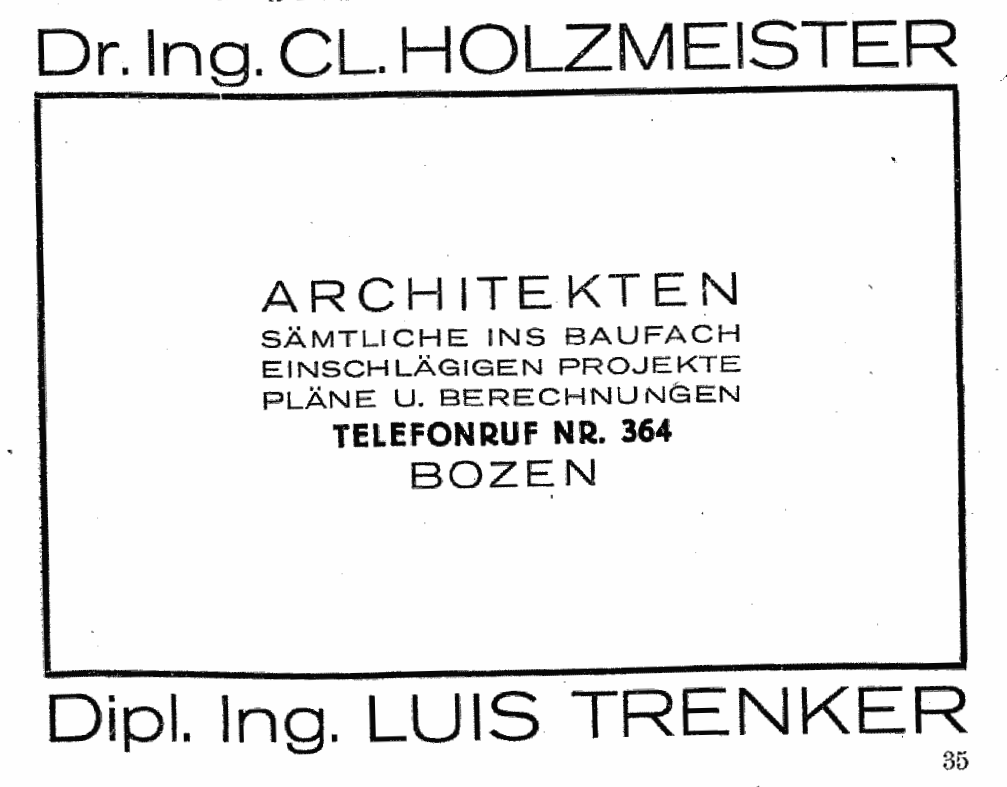
Annonce von Clemens Holzmeisters und Luis Trenkers gemeinsamem Architekturbüro im Bozener Telefonbuch von 1925

1913 heiratete er in Innsbruck Judith Bridarolli. Obwohl er damit Luis Trenker ausbootete, blieb er lebenslang mit ihm in enger Freundschaft verbunden. 1914 wurde in Wien sein Sohn Guido geboren. Nach Beendigung seines Studiums in Wien als Doktor der technischen Wissenschaften wurde er 1919 als Lehrer an die Staatsgewerbeschule in Innsbruck berufen. 1920 wurde seine Tochter, die spätere Schauspielerin Judith in Innsbruck geboren. Zwischenzeitlich leitete er auch den Installationsbetrieb seines Schwiegervaters Dominikus Bridarolli, der noch heute von dessen Urenkeln Norbert Engele und Thomas Engele geführt wird, und führte mit Luis Trenker um 1924/1925 ein gemeinsames Architekturbüro in Bozen.
Nach – und nicht zuletzt aufgrund – der Fertigstellung des nach seinen Entwürfen errichteten und 1922 eingeweihten Krematoriums neben dem Wiener Zentralfriedhof (Feuerhalle Simmering), das als sein Durchbruch als Architekt gilt, wurde er 1924 zur Professur an die Wiener Akademie der bildenden Künste berufen, die er bis 1938 innehatte. Durch Vermittlung von Mehmet Hamdi Bey erfolgte 1927 seine Berufung nach Ankara mit dem Auftrag für den Bau des türkischen Kriegsministeriums. Clemens Holzmeister war auch Leiter eines Meisterateliers an der Düsseldorfer Kunstakademie von 1928 bis 1933 mit Atelier im Eiskellerberg. Von 1932 bis 1938 war er Präsident der Zentralvereinigung der Architekten und des Neuen Österreichischen Werkbundes. Einer seiner Schüler in dieser Wiener Zeit war Alfons Fritz.
Während der Zeit des autoritären Ständestaats war Holzmeister von 1934 bis 1938 Mitglied des Staatsrates. 1934/1935 gehörte er als Stadtrat für Kunst der Wiener Bürgerschaft an. Im Kulturreferat der Vaterländischen Front leitete er den Arbeitskreis Bildende Kunst. Während dieser Zeit war er an allen größeren Bauvorhaben in Österreich beteiligt. 1934 erhielt er das Österreichische Ehrenzeichen für Kunst und Wissenschaft und war damit eine von drei Persönlichkeiten, die das Ehrenzeichen des Bundesstaates und das der Zweiten Republik Österreich (nunmehr allerdings „Ehrenzeichen für Wissenschaft und Kunst“) besaßen.
Im Jahr 1938 wurde Holzmeister aus der Wiener Akademie entlassen und emigrierte nach Istanbul-Tarabya in der Türkei. Hier wirkte er als Lehrer an der Technischen Hochschule. In der Türkei wurde er hochgeehrt und baute eine palastartige Villa als neuen Wohnsitz. Er gehörte zu den 18 Künstlern, die in der im Juni 1939 erstellten geheimen Materialsammlung des Reichssicherheitshauptamts Erfassung führender Männer der Systemzeit aufgeführt sind.
1939 trennte Holzmeister sich von seiner ersten Frau Judith. Er heiratete Gunda Lexer im türkischen Exil, die seine Tochter Barbara in Athen gebar. Im Jahre 1939 verbrachte er sechs Monate in Brasilien, um Aufträge abzuwickeln, bevor er nach Tirol zurückkehrte. Seine weitere Lehrtätigkeit an der Technischen Hochschule in Istanbul dauerte von 1940 bis 1949. 1947 übersiedelte Holzmeister nach Ankara und pendelte fortan zwischen Wien und Ankara, bis er 1954 endgültig nach Wien zurückkehrte.

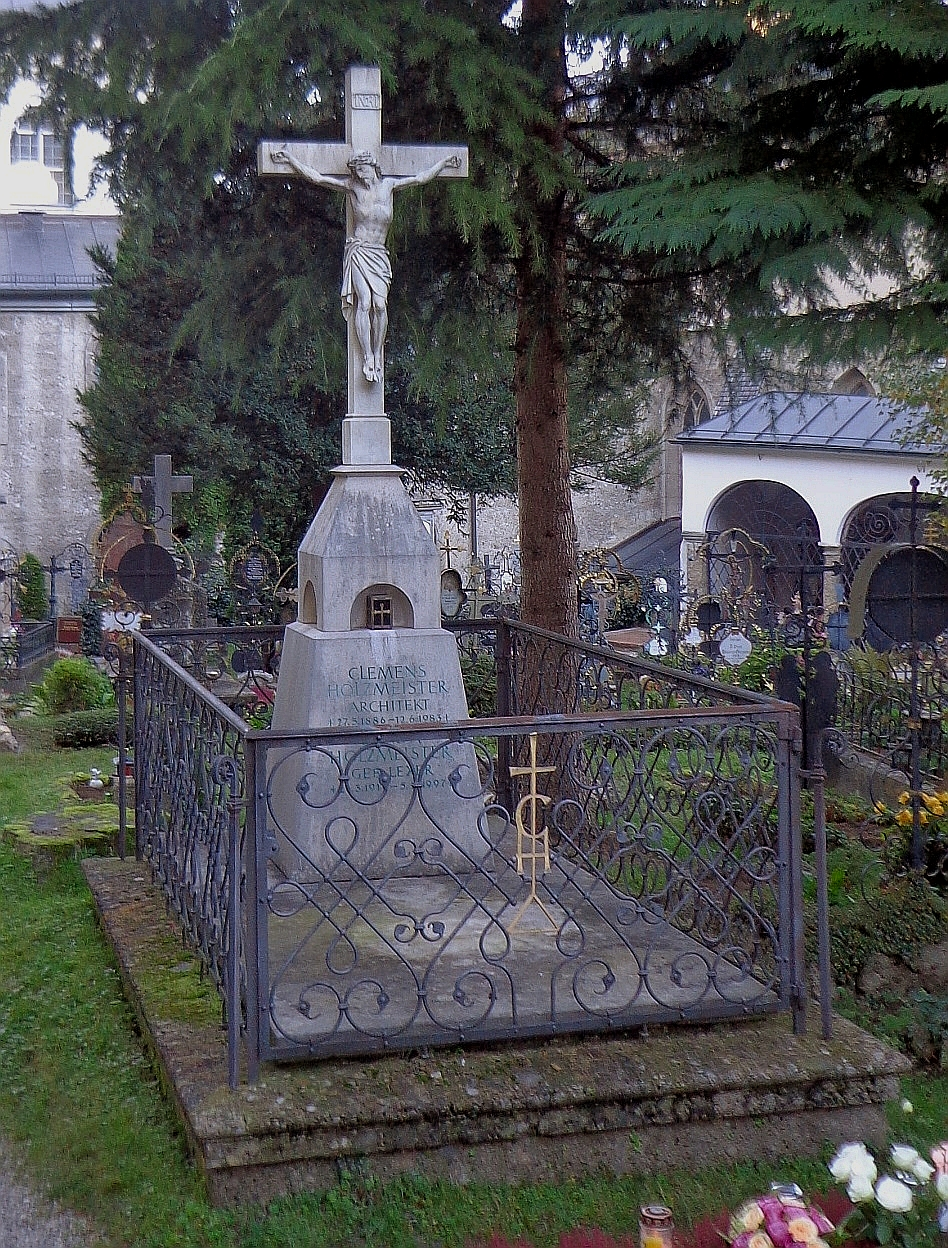
Grab von Clemens Holzmeister auf dem Petersfriedhof Salzburg

Den Großen Österreichischen Staatspreis erhielt er im Jahre 1953. Von 1955 bis 1957 war er Rektor an der Akademie der bildenden Künste in Wien. 1957 erhielt er das Österreichische Ehrenzeichen für Wissenschaft und Kunst und den Preis der Stadt Wien für Architektur. 1963 wurde er Ehrendoktor der Technischen Hochschule in Istanbul. Zu seinem 85. Geburtstag machte er eine Studienreise in die Türkei.
Clemens Holzmeister war ein bedeutender Schöpfer von Monumental- und Sakralbauwerken. Er entwickelte eine Neuinterpretation lokaler Bautraditionen zwischen Einfachheit und Expressivität. Er baute auch Denkmäler und Bühnenbilder. In der Pfarrkirche von Fulpmes ist zur Osterzeit ein Heiliges Grab zu bestaunen, welches Holzmeister 1954 in den Bühnenwerkstätten der Salzburger Festspiele herstellen ließ.
Er war seit 1902 Mitglied der katholischen Studentenverbindung K.Ö.St.V. Cimbria Innsbruck im MCV (heute MKV) sowie der K.ö.St.V. Almgau Salzburg (MKV), deren „150 Semester-Band“ er 1981 erhielt, und seit 1906 Mitglied der katholischen Studentenverbindung K.a.V. Norica Wien im ÖCV. Später wurde er unter anderem noch Mitglied der AV Austria Innsbruck.
Clemens Holzmeister ist auf dem Petersfriedhof in Salzburg begraben.

## Schüler
- Ceno Kosak
- Hubert Prachensky
- Hans Hollein
- Otto Strohmayr
- Wilhelm Holzbauer
- Johannes Ludwig
- Friedrich Kurrent
- Rudolf Angelides
- Josef Lackner
- Gustav Peichl
- Anton Liebe
- Ernst Petersen
- Leyla Asım Turgut

## Auszeichnungen
- 1928: Verleihung des Titels Baurat h. c.[8]
- 1948: Ehrenmitgliedschaft der Wiener Secession
- 1952: Ehrendoktorat der Technischen Hochschule Graz
- 1953: Großer Österreichischer Staatspreis für Architektur
- 1956: Ehrenring der Stadt Wien (10. Februar)
- 1956: Josef-Hoffmann-Preis (22. März)
- 1957: Preis der Stadt Wien für Architektur
- 1958: Großes Verdienstkreuz mit Stern der Bundesrepublik Deutschland
- 1965: Ehrendoktorat der Technischen Hochschule Wien[9]
- 1966: Wappenmedaille der Stadt Salzburg in Gold (4. April)
- 1971: Bürger der Stadt Wien (14. Mai)
- 1976: Ehrenbürger der Stadt Salzburg (19. August)
- 1977: Rohracher-Preis
- 1981: Großes Goldenes Ehrenzeichen mit dem Stern für Verdienste um die Republik Österreich (18. Februar)[10]
- 1990: Verdienstorden der Republik Türkei

## Würdigungen
- 1986 würdigte ihn die österreichische Post zum 100. Geburtstag mit einer Sonderbriefmarke.[11]
- 2003 wurde die Clemens-Holzmeister-Straße im Business Park Vienna in Wien-Favoriten nach Holzmeister benannt.
- 2008 wurde in Ankara eine Straße (Clemens Holzmeister Caddesi) nach ihm benannt.[12]
- Auch in Bregenz existiert neben der Mariahilfkirche eine Clemens-Holzmeister-Gasse.
- Der Platz vor der Pfarrkirche St. Stephan in Gmünd wurde nach Clemens Holzmeister benannt.
- In Innsbruck und Fulpmes erinnern Straßen an Holzmeister.
- Im Saarland gibt es den Clemens-Holzmeister-Weg als Wanderweg, der zwei Holzmeister-Kirchen verbindet.[13]
- In Grafenstein (Kärnten) sind die nach seinen Plänen errichtete Clemens Holzmeister Schule sowie die dazugehörige Clemens Holzmeister Straße später nach ihm benannt worden.[14][15]

## Werk (Auszug)
| Foto  |                 | Baujahr   | Name | Standort                                                                                     | Beschreibung | Metadaten                                                                                             |
| ----- | --------------- | --------- | --- | -------------------------------------------------------------------------------------------- | --- | --- |
| ja    | Datei hochladen | 1913–1914 | Volksschule HERIS-ID: 50179 Objekt-ID: 54895                                                                               | Marbach an der Donau (Niederösterreich) Standort                                             | → Hauptartikel : Volksschule Marbach an der Donau f1                                                                   | P84(Architekt): P131(Ort):Marbach an der Donau Region-ISO:AT-3                                        |
| ja    | Datei hochladen | 1921      | Gruftkapelle für Franziska Lechner, Gründerin des Ordens „Töchter der göttlichen Liebe“                                    | Breitenfurt bei Wien, Klosterfriedhof, Hauptstraße 58 Standort                               | Anmerkung: Gestaltung des Friedhofs 1917–1918                                                                          | P84(Architekt): P131(Ort):                                                                            |
| ja    | Datei hochladen | 1921–1923 | Pfarrkirche St. Johannes Baptist HERIS-ID: 56086 Objekt-ID: 65073                                                          | Batschuns (Vorarlberg), Oberbatschuns Standort                                               | Ausführung durch Gebrüder Hilti (Feldkirch)                                                                            | P84(Architekt): P131(Ort):Zwischenwasser Region-ISO:AT-8                                              |
| ja    | Datei hochladen | 1921–1924 | Feuerhalle Simmering (Krematorium) HERIS-ID: 62780 Objekt-ID: 75364                                                        | Wien, 11. Gemeindebezirk, Simmering, Simmeringer Hauptstraße 337 Standort                    | Ausführungsauftrag nach 3. Preis im Architekturwettbewerb, 1967-1969 Erweiterung um drei Zeremonienhallen              | P84(Architekt): P131(Ort):Kaiserebersdorf Region-ISO:AT-9                                             |
| ja    | Datei hochladen | 1921–1931 | Pfarrkirche Mariahilf HERIS-ID: 13775 Objekt-ID: 9986                                                                      | Bregenz (Vorarlberg) Standort                                                                | Anmerkung: Planungsbeginn 1921, Bau 1925–1931; 1980 Restaurierung und Neuordnung Innenraum                             | P84(Architekt): P131(Ort):Bregenz Region-ISO:AT-8                                                     |
| ja    | Datei hochladen | 1922–1923 | Sanatorium Mehrerau HERIS-ID: 24263 Objekt-ID: 20641                                                                       | Mehrerau (Vorarlberg) Standort                                                               | | P84(Architekt): P131(Ort):Bregenz Region-ISO:AT-8                                                     |
| ja    | Datei hochladen | 1922–1924 | Unterwerk Roppen, ehemaliges Kraftwerk der Arlbergbahn HERIS-ID: 17435 Objekt-ID: 13713 TKK: 22568                         | Roppen (Tirol) Standort                                                                      | | P84(Architekt): P131(Ort):Roppen Region-ISO:AT-7                                                      |
| ja    | Datei hochladen | 1923      | Kriegerdenkmal vor der Neuen Pfarrkirche HERIS-ID: 96781 Objekt-ID: 112369 TKK: 35142                                      | Innsbruck-Hötting Standort                                                                   | Das Denkmal mit der Figur eines stehenden Soldaten wurde 1979 von Helmut Millonig erweitert.                           | P84(Architekt): P131(Ort):Innsbruck Region-ISO:AT-7                                                   |
| ja    | Datei hochladen | 1924      | Kaiserschützenkapelle HERIS-ID: 89045 Objekt-ID: 103641 TKK: 42028                                                         | Innsbruck, Tummelplatz Standort                                                              | mit Theodor Prachensky, Außenfresken von Alfons Walde, Kreuz von Peter Sellemond                                       | P84(Architekt): P131(Ort):Innsbruck Region-ISO:AT-7                                                   |
| ja    | Datei hochladen | 1924      | Bar „Alt-Insprugg“ HERIS-ID: 39441 Objekt-ID: 39193 TKK: 116117                                                            | Innsbruck (Tirol) Standort                                                                   | Anmerkung: Das Stiegenhaus ist erhalten.                                                                               | P84(Architekt): P131(Ort):Innsbruck Region-ISO:AT-7                                                   |
| ja    | Datei hochladen | 1924      | Tiroler Handelskammer HERIS-ID: 55564 Objekt-ID: 64269 TKK: 116150                                                         | Innsbruck, Meinhardstraße 12–14 Standort                                                     | zerstört Wandbilder im Kleinen Saal von Albin Egger-Lienz Anmerkung: Anfrage bei der Wirtschaftskammer verlief negativ | P84(Architekt): P131(Ort):Innsbruck Region-ISO:AT-7                                                   |
| ja    | Datei hochladen | 1924–1925 | Siedlung Klösterlegrund | Bozen, Stadtteil Gries-Quirein, Diazstraße Standort                                          | | P84(Architekt): P131(Ort):                                                                            |
| ja    | Datei hochladen | 1924–1925 | Ferdinand-Blat-Hof HERIS-ID: 28919 Objekt-ID: 25530 Wiener Wohnen: 171                                                     | Wien, 14. Gemeindebezirk, Linzer Straße 128 / Rottstraße 1 Standort                          | Anmerkung: auch Blathof                                                                                                | P84(Architekt): P131(Ort):Penzing Region-ISO:AT-9                                                     |
| ja    | Datei hochladen | 1924–1925 | Kriegerkapelle HERIS-ID: 7066 Objekt-ID: 2952 TKK: 18325                                                                   | Lienz (Tirol), Friedhof Standort                                                             | Fresken von Albin Egger-Lienz                                                                                          | P84(Architekt): P131(Ort):Lienz Region-ISO:AT-7                                                       |
| ja    | Datei hochladen | 1925      | Missionshaus Kleinholz, Exerzitienhaus der Kongregation vom kostbarsten Blut HERIS-ID: 106398 Objekt-ID: 123555 TKK: 19269 | Kufstein (Tirol), Lindenallee 13 Standort                                                    | | P84(Architekt): P131(Ort):Kufstein Region-ISO:AT-7                                                    |
| BW    | Datei hochladen | 1925      | Speisesaal im Hotel „Weißes Kreuz“                                                                                         | Bregenz (Vorarlberg) Standort                                                                | | P84(Architekt): P131(Ort):                                                                            |
| ja    | Datei hochladen | 1926      | Hotel Adler · Wikidata | St. Ulrich in Gröden (Südtirol) Standort                                                     | | P84(Architekt): P131(Ort):St. Ulrich in Gröden Region-ISO:IT-BZ                                       |
| ja    | Datei hochladen | 1926      | Villa für Dr. Runggaldier                                                                                                  | St. Ulrich in Gröden (Südtirol), Streda Roma 22 Standort                                     | | P84(Architekt): P131(Ort):                                                                            |
| ja    | Datei hochladen | 1926–1927 | Siedlung der Gemeinnützigen Ein- und Mehrfamilienhäuser-Baugenossenschaft                                                  | Hallein, Dorrekstraße 17–21 Standort                                                         | | P84(Architekt): P131(Ort):                                                                            |
| ja    | Datei hochladen | 1922–1928 | Haus Kiechl TKK: 16452 | Schwaz Standort                                                                              | Anmerkung: Bemalung um 2007                                                                                            | P84(Architekt):Clemens Holzmeister P131(Ort):Schwaz Region-ISO:AT-7                                   |
|       | Datei hochladen | 1926–1928 | Erweiterung der Lodenfabrik Bauer & Söhne                                                                                  | Innsbruck Standort                                                                           | zerstört | P84(Architekt): P131(Ort):                                                                            |
| ja    | Datei hochladen | 1926–1929 | Schule und Internat der Kreuzschwestern HERIS-ID: 102630 Objekt-ID: 119077 Linz: 2676                                      | Linz (Donau), Stockhofstraße 10 Standort                                                     | → Hauptartikel : Schulzentrum der Kreuzschwestern Linz f1                                                              | P84(Architekt): P131(Ort):Linz Region-ISO:AT-4                                                        |
| ja    | Datei hochladen | 1926–1935 | Pfarrkirche St. Martin · Wikidata                                                                                          | Nürnberg (Bayern), Gärten hinter der Veste, Rollnerstraße / Grolandstraße Standort           | kriegszerstört | P84(Architekt): P131(Ort):Nürnberg Region-ISO:DE-BY                                                   |
| ja    | Datei hochladen | 1926–1938 | Erweiterung der Pfarrkirche St. Johannes Nepomuk HERIS-ID: 4551 Objekt-ID: 396 TKK: 21754                                  | Obergurgl (Tirol) Standort                                                                   | Anmerkung: zweite Erweiterung 1968                                                                                     | P84(Architekt): P131(Ort):Sölden Region-ISO:AT-7                                                      |
| ja    | Datei hochladen | 1927–1928 | Ledigenheim der Bau- und Wohnungsgenossenschaft „Wiener Heim“ HERIS-ID: 48790 Objekt-ID: 52342                             | Wien, 18. Gemeindebezirk, Michaelerstraße 9–13 Standort                                      | | P84(Architekt): P131(Ort):Währing Region-ISO:AT-9                                                     |
| ja    | Datei hochladen | 1927–1928 | Volksschule HERIS-ID: 55615 Objekt-ID: 64343 TKK: 15685                                                                    | Jenbach (Tirol) Standort                                                                     | | P84(Architekt):Clemens Holzmeister P131(Ort):Jenbach Region-ISO:AT-7                                  |
| ja    | Datei hochladen | 1927–1928 | Volksschule (ursprünglich Hauptschule) HERIS-ID: 17119 Objekt-ID: 13393 TKK: 22130                                         | Imst (Tirol) Standort                                                                        | | P84(Architekt): P131(Ort):Imst Region-ISO:AT-7                                                        |
| BW    | Datei hochladen | 1927–1928 | Umbau des Hotels Post | St. Anton am Arlberg (Vorarlberg) Standort                                                   | | P84(Architekt): P131(Ort):                                                                            |
| ja    | Datei hochladen | 1927–1929 | Hauptschule HERIS-ID: 75015 Objekt-ID: 88483 TKK: 24376                                                                    | Landeck (Tirol), Schulhausplatz 3 Standort                                                   | Fresko am Erker von R. Stolz                                                                                           | P84(Architekt): P131(Ort):Landeck Region-ISO:AT-7                                                     |
| ja    | Datei hochladen | 1927–1929 | Steinbrücke über den Inn HERIS-ID: 89818 Objekt-ID: 104473 TKK: 16468                                                      | Schwaz (Tirol) Standort                                                                      | zerstört mit Mayreder, Kraus & Co. Abriss im Jahr 2024. Aus Hochwasserschutzgründen ersetzt durch eine höhere Brücke   | P84(Architekt):Clemens Holzmeister P131(Ort):Schwaz Region-ISO:AT-7                                   |
| BW    | Datei hochladen | 1927–1930 | Haus Murr | St. Anton am Arlberg (Vorarlberg) Standort                                                   | | P84(Architekt): P131(Ort):                                                                            |
| BW    | Datei hochladen | 1927–1931 | Verteidigungsministerium                                                                                                   | Ankara Standort                                                                              | Anmerkung: Milli Savunma Bakanlığı                                                                                     | P84(Architekt): P131(Ort):                                                                            |
| ja    | Datei hochladen | 1928      | Neubau der Pfarrkirche St. Agatha · Wikidata                                                                               | Merchingen (Saarland) Standort                                                               | → Hauptartikel : St. Agatha (Merchingen (Merzig)) f1                                                                   | P84(Architekt): P131(Ort):Merchingen Region-ISO:DE-SL                                                 |
| ja    | Datei hochladen | 1928      | Landhaus Eichmann HERIS-ID: 38265 Objekt-ID: 37781                                                                         | Litzlberg bei Seewalchen (Oberösterreich) Standort                                           | | P84(Architekt): P131(Ort):Seewalchen am Attersee Region-ISO:AT-4                                      |
| ja BW | Datei hochladen | 1928      | Speisesaal im Bräu-Hotel HERIS-ID: 46170 Objekt-ID: 47874                                                                  | Lofer 28 Standort                                                                            | | P84(Architekt): P131(Ort):Lofer Region-ISO:AT-5                                                       |
| ja    | Datei hochladen | 1928–1930 | Trinkhalle HERIS-ID: 62581 Objekt-ID: 75140                                                                                | Bad Hall (Oberösterreich), Kurpromenade Standort                                             | | P84(Architekt): P131(Ort):Bad Hall Region-ISO:AT-4                                                    |
| ja    | Datei hochladen | 1929      | „liturgiebezogene Neuausstattung“ der Kirche St. Georg · Wikidata                                                          | Köln-Mitte, Georgsviertel, Waidmarkt Standort                                                | überwiegend verändert bzw. zerstört                                                                                    | P84(Architekt): P131(Ort):Altstadt-Süd Region-ISO:DE-NW                                               |
| ja    | Datei hochladen | 1929–1930 | Pfarrkirche Maria Grün · Wikidata                                                                                          | Hamburg-Blankenese, Schenefelder Landstraße 5 Standort                                       | → Hauptartikel : Maria Grün (Hamburg-Blankenese) f1                                                                    | P84(Architekt):Clemens Holzmeister P131(Ort):Altona Region-ISO:DE-HH                                  |
| ja    | Datei hochladen | 1929–1930 | Generalstabsgebäude · Wikidata                                                                                             | Ankara Standort                                                                              | Anmerkung: Genelkurmay Başkanlığı                                                                                      | P84(Architekt):Clemens Holzmeister P131(Ort):Devlet Region-ISO:TR-06                                  |
| ja    | Datei hochladen | 1929–1931 | Hotel „Drei Zinnen / Tre Cime“                                                                                             | Sexten (Südtirol), St.-Josef-Straße 28 Standort                                              | | P84(Architekt): P131(Ort):                                                                            |
| ja BW | Datei hochladen | 1929–1931 | Kurmittelhaus | Bad Ischl (Oberösterreich), Bahnhofstraße 1 Standort                                         | mit Max Fellerer | P84(Architekt): P131(Ort):Bad Ischl Region-ISO:AT-4                                                   |
| ja    | Datei hochladen | 1930      | Berghaus Holzmeister HERIS-ID: 45858 Objekt-ID: 47329 TKK: 11482                                                           | Hahnenkamm bei Kitzbühel (Tirol) Standort                                                    | | P84(Architekt): P131(Ort):Kitzbühel Region-ISO:AT-7                                                   |
| ja    | Datei hochladen | 1930      | Villa Pretz · Wikidata | Bozen (Südtirol), Runkelsteiner Straße Standort                                              | → Hauptartikel : Villa Pretz f1                                                                                        | P84(Architekt): P131(Ort):Bozen Region-ISO:IT-BZ                                                      |
| ja    | Datei hochladen | 1930      | Schulgebäude und Kapelle der Neulandschule HERIS-ID: 48976                                                                 | Wien, 19. Gemeindebezirk, Alfred-Wegener-Gasse 10–12 Standort                                | | P84(Architekt):Clemens Holzmeister P131(Ort):Döbling Region-ISO:AT-9                                  |
| BW    | Datei hochladen | 1930–1931 | Offizierskasino | Ankara Standort                                                                              | Anmerkung: Ankara Orduevi                                                                                              | P84(Architekt): P131(Ort):                                                                            |
| BW    | Datei hochladen | 1930–1931 | Franziskanerkloster | Hermeskeil (Rheinland-Pfalz) Klostersiedlung 11 Standort                                     | verändert; unter Denkmalschutz                                                                                         | P84(Architekt): P131(Ort):                                                                            |
| ja    | Datei hochladen | 1930–1932 | Doppelhaus in der Werkbundsiedlung Wien HERIS-ID: 48339 Objekt-ID: 51794                                                   | Wien, 13. Gemeindebezirk, Jagicgasse 8–10 Standort                                           | | P84(Architekt): P131(Ort):Wien Region-ISO:AT-9                                                        |
| ja    | Datei hochladen | 1930–1932 | Umbau der St.-Hedwigs-Kathedrale · Wikidata                                                                                | Berlin, Friedrichstadt, Bebelplatz Standort                                                  | nach starken Kriegsschäden verändert                                                                                   | P84(Architekt):Georg Wenzeslaus von Knobelsdorff P131(Ort):Bezirk Mitte von Berlin Region-ISO:DE-BE   |
| ja    | Datei hochladen | 1930–1933 | Pfarrkirche St. Adalbert · Wikidata                                                                                        | Berlin, Spandauer Vorstadt, Linienstraße 100/101 Standort                                    | unter Denkmalschutz | P84(Architekt):Clemens Holzmeister P131(Ort):Bezirk Mitte von Berlin Region-ISO:DE-BE                 |
| BW    | Datei hochladen | 1930–1934 | Innenministerium | Ankara Standort                                                                              | Anmerkung: İçişleri Bakanlığı                                                                                          | P84(Architekt): P131(Ort):                                                                            |
| BW    | Datei hochladen | 1931      | Schlageter-Nationaldenkmal · Wikidata                                                                                      | Düsseldorf-Stockum (Nordrhein-Westfalen) Standort                                            | nicht erhalten | P84(Architekt): P131(Ort):Düsseldorf Region-ISO:DE-NW                                                 |
| ja    | Datei hochladen | 1931–1932 | Pfarrkirche Hl. Judas Thaddäus HERIS-ID: 48998 Objekt-ID: 52586                                                            | Wien, 19. Gemeindebezirk, Döbling, Budinskygasse 19 Standort                                 | → Hauptartikel : Pfarrkirche Krim f1                                                                                   | P84(Architekt):Clemens Holzmeister P131(Ort):Wien Region-ISO:AT-9                                     |
| ja    | Datei hochladen | 1931–1932 | Pfarrkirche St. Petrus und St. Paulus HERIS-ID: 56767 Objekt-ID: 66338                                                     | Wien, 19. Gemeindebezirk, Dornbach, Rupertusplatz Standort                                   | → Hauptartikel : Pfarrkirche Dornbach f1                                                                               | P84(Architekt): P131(Ort):Wien Region-ISO:AT-9                                                        |
| ja    | Datei hochladen | 1931–1932 | Erlöserkirche HERIS-ID: 14314 Objekt-ID: 10548                                                                             | Wiener Neustadt (Niederösterreich), Brunner Straße 5 Standort                                | → Hauptartikel : Erlöserkirche (Wiener Neustadt) f1                                                                    | P84(Architekt): P131(Ort):Wiener Neustadt Region-ISO:AT-3                                             |
| ja    | Datei hochladen | 1931–1933 | Türkische Zentralbank | Ankara, Atatürk Boulevard Standort                                                           | Anmerkung: Türkiye Cumhuriyeti Merkez Bankası                                                                          | P84(Architekt): P131(Ort):                                                                            |
| ja    | Datei hochladen | 1932      | Çankaya-Palast (Sitz des Staatspräsidenten) · Wikidata                                                                     | Ankara Standort                                                                              | Anmerkung: Cumhurbaşkanlığı Köşkü                                                                                      | P84(Architekt):Vedat Tek P131(Ort):Çankaya Region-ISO:TR-06                                           |
| ja    | Datei hochladen | 1932      | Pfarrkirche HERIS-ID: 78683 Objekt-ID: 92348 TKK: 24592                                                                    | St. Anton am Arlberg (Tirol) Standort                                                        | → Hauptartikel : Pfarrkirche St. Anton am Arlberg f1                                                                   | P84(Architekt): P131(Ort):St. Anton am Arlberg Region-ISO:AT-8                                        |
| ja    | Datei hochladen | 1932      | Pfarrkirche St. Maria Magdalena · Wikidata                                                                                 | Brotdorf bei Merzig (Saarland) Standort                                                      | → Hauptartikel : St. Maria Magdalena (Brotdorf) f1                                                                     | P84(Architekt): P131(Ort):Brotdorf Region-ISO:DE-SL                                                   |
| ja    | Datei hochladen | 1932–1933 | Klemens-Maria-Hofbauer-Kirche · Wikidata                                                                                   | Tasovice (Tschechien) Standort                                                               | | P84(Architekt): P131(Ort):Tasovice nad Dyjí Region-ISO:CZ-64                                          |
| BW    | Datei hochladen | 1932–1933 | Kardinal-Piffl-Studentenheim der Akademikerhilfe                                                                           | Wien, 8. Gemeindebezirk, Pfeilgasse 1–3 und 4–6 Standort                                     | | P84(Architekt):Clemens Holzmeister, Franz von Krauß P131(Ort):Wien Region-ISO:AT-9                    |
| ja    | Datei hochladen | 1930–1933 | Pfarrkirche St. Peter · Wikidata                                                                                           | Mönchengladbach-Waldhausen, Nicodemstraße 36 Standort                                        | unter Denkmalschutz, seit 2010 als Kletterkirche genutzt                                                               | P84(Architekt): P131(Ort):Mönchengladbach Region-ISO:DE-NW                                            |
| ja    | Datei hochladen | 1933      | Mahnmal für die Erbauer der Großglockner-Hochalpenstraße am Fuschertörl                                                    | Standort                                                                                     | → Hauptartikel : Fuscher Törl f1                                                                                       | P84(Architekt): P131(Ort):Fusch an der Großglocknerstraße Region-ISO:AT-5                             |
|       | Datei hochladen | 1933–1934 | Bau- und Infrastrukturministerium                                                                                          | Ankara                                                                                       | Anmerkung: Bayındırlık ve İskan Bakanlığı                                                                              | P84(Architekt): P131(Ort):                                                                            |
| ja    | Datei hochladen | 1933–1934 | Pfarrkirche Christkönig HERIS-ID: 61554 Objekt-ID: 73972                                                                   | Gloggnitz (Niederösterreich) Standort                                                        | Anmerkung: 2. Bauabschnitt 1960–1962                                                                                   | P84(Architekt):Clemens Holzmeister P131(Ort):Gloggnitz Region-ISO:AT-3                                |
| ja    | Datei hochladen | 1933–1935 | Christkönigskirche HERIS-ID: 48497 Objekt-ID: 52019                                                                        | Wien, 15. Gemeindebezirk, Neufünfhaus, Vogelweidplatz 7 Standort                             | ehemals Dr.-Ignaz-Seipel-Gedächtniskirche                                                                              | P84(Architekt):Clemens Holzmeister P131(Ort):Fünfhaus Region-ISO:AT-9                                 |
| BW    | Datei hochladen | 1933–1935 | Revisionsgericht | Ankara, Bakanliklar Standort                                                                 | Anmerkung: Yargıtay (Temyiz Mahkemesi)                                                                                 | P84(Architekt): P131(Ort):                                                                            |
| ja    | Datei hochladen | 1934      | Haus Eisner / Villa Berghof HERIS-ID: 39745 Objekt-ID: 39577 TKK: 58973                                                    | Kitzbühel (Tirol), Aschbachbichl 14 Standort                                                 | | P84(Architekt):Clemens Holzmeister P131(Ort):Kitzbühel Region-ISO:AT-7                                |
|       | Datei hochladen | 1934      | Christkönigkirche | Kleve (Nordrhein-Westfalen)                                                                  | zerstört 1944 kriegszerstört                                                                                           | P84(Architekt): P131(Ort):                                                                            |
| ja BW | Datei hochladen | 1934      | Torbau mit Wagenremise der Brauerei Göss                                                                                   | Leoben (Steiermark), Gösser Platz Standort                                                   | → Hauptartikel : Brauerei Göss f1                                                                                      | P84(Architekt): P131(Ort):Leoben Region-ISO:AT-6                                                      |
| ja    | Datei hochladen | 1934–1935 | Vertrauens- und Sicherheitsdenkmal · Wikidata                                                                              | Ankara Standort                                                                              | Bildhauer: Anton Hanak und Josef Thorak Anmerkung: Güven Anıtı                                                         | P84(Architekt): P131(Ort):Çankaya Region-ISO:TR-06                                                    |
| BW    | Datei hochladen | 1934–1935 | Emlak Kredit-Bank | Ankara-Ulus, Atatürk-Boulevard Standort                                                      | Anmerkung: Emlak Kredi Bankası                                                                                         | P84(Architekt): P131(Ort):                                                                            |
| BW    | Datei hochladen | 1934–1935 | Handelsministerium | Ankara Standort                                                                              | heutige Nutzung als Nebengebäude des Kassationsgerichts Anmerkung: Eski Ticaret Bakanlığı                              | P84(Architekt): P131(Ort):                                                                            |
| ja    | Datei hochladen | 1934–1936 | Pfarrkirche St. Erhard HERIS-ID: 24786 Objekt-ID: 21193                                                                    | Mauer bei Wien (Niederösterreich) Standort                                                   | → Hauptartikel : Pfarrkirche Mauer f1                                                                                  | P84(Architekt):Clemens Holzmeister P131(Ort):Wien Region-ISO:AT-9                                     |
| BW    | Datei hochladen | 1935      | Offiziersschule | Ankara Standort                                                                              | Anmerkung: Ankara Harp Okulu                                                                                           | P84(Architekt): P131(Ort):                                                                            |
|       | Datei hochladen | 1935      | Ausstattung des Österreichischen Pavillons auf der Weltausstellung Brüssel 1935                                            | Brüssel (Belgien)                                                                            | zerstört | P84(Architekt): P131(Ort):                                                                            |
| ja    | Datei hochladen | 1935–1936 | Österreichische Botschaft · Wikidata                                                                                       | Ankara Standort                                                                              | → Hauptartikel : Österreichische Botschaft in Ankara f1                                                                | P84(Architekt):Clemens Holzmeister P131(Ort):Ankara Region-ISO:TR-06                                  |
| BW    | Datei hochladen | 1935–1936 | Haus Atzwanger | Innsbruck, Nikodemweg 4 Standort                                                             | | P84(Architekt): P131(Ort):                                                                            |
| ja    | Datei hochladen | 1935–1937 | Wohn- und Geschäftshäuser „Freihausgründe“                                                                                 | Wien, 4. Gemeindebezirk, Rechte Wienzeile 5, 7–9 Standort                                    | Anmerkung: mit Max Fellerer, Philipp Diamantstein                                                                      | P84(Architekt):Clemens Holzmeister, Philipp Diamantstein, Max Fellerer P131(Ort):Wien Region-ISO:AT-9 |
| ja    | Datei hochladen | 1935–1939 | Funkhaus HERIS-ID: 23728 Objekt-ID: 20090                                                                                  | Wien, 4. Gemeindebezirk, Argentinierstraße 30a Standort                                      | Anmerkung: Überarbeitung der Pläne von Schmid und Aichinger                                                            | P84(Architekt):Clemens Holzmeister P131(Ort):Wien Region-ISO:AT-9                                     |
| ja BW | Datei hochladen | 1936      | Umgestaltung der Johanneskapelle des Schottenstifts (im Altarbereich) HERIS-ID: 103701 Objekt-ID: 120228                   | Wien, 1. Gemeindebezirk, Freyung 6 Standort                                                  | → Hauptartikel : Schottenstift f1                                                                                      | P84(Architekt): P131(Ort):Innere Stadt Region-ISO:AT-9                                                |
| ja    | Datei hochladen | 1936–1937 | Umbau und Erweiterung der Pfarrkirche St. Vigil · Wikidata                                                                 | Meran-Untermais (Südtirol) Standort                                                          | unter Denkmalschutz | P84(Architekt): P131(Ort):Meran Region-ISO:IT-BZ                                                      |
| ja    | Datei hochladen | 1937      | Assanierungsbau | Wien, 4. Gemeindebezirk, Mühlgasse 6–8 Standort                                              | | P84(Architekt): P131(Ort):                                                                            |
| ja    | Datei hochladen | 1937      | Clemens-Holzmeister-Stiege                                                                                                 | Salzburg Standort                                                                            | | P84(Architekt): P131(Ort):Salzburg Region-ISO:AT-5                                                    |
|       | Datei hochladen | 1937      | Berg- und Talstation der Galzigbahn                                                                                        | St. Anton am Arlberg (Vorarlberg)                                                            | zerstört | P84(Architekt): P131(Ort):                                                                            |
| ja    | Datei hochladen | 1938–1963 | Parlamentsgebäude · Wikidata                                                                                               | Ankara Standort                                                                              | Anmerkung: Türkiye Büyük Millet Meclisi Binası                                                                         | P84(Architekt):Clemens Holzmeister P131(Ort):Çankaya Region-ISO:TR-06                                 |
|       | Datei hochladen | 1943      | Haus Eckert | Istanbul, Rumeli Hissar                                                                      | | P84(Architekt): P131(Ort):                                                                            |
| BW    | Datei hochladen | 1947–1952 | Gebäude für die Tiroler Röhren- und Metallwerke                                                                            | Hall in Tirol Standort                                                                       | | P84(Architekt): P131(Ort):                                                                            |
| BW    | Datei hochladen | 1948–1950 | Haus für Judith Holzmeister-Jürgens                                                                                        | Wien, 19. Gemeindebezirk, Grinzinger Straße 6 Standort                                       | | P84(Architekt): P131(Ort):                                                                            |
| ja    | Datei hochladen | 1954–1956 | Pfarrkirche St. Barbara HERIS-ID: 55647 Objekt-ID: 64385 TKK: 9296                                                         | Erpfendorf (Tirol) Standort                                                                  | → Hauptartikel : Filialkirche Erpfendorf f1                                                                            | P84(Architekt):Clemens Holzmeister P131(Ort):Kirchdorf in Tirol Region-ISO:AT-7                       |
| ja    | Datei hochladen | 1954–1955 | Kammerspiele | Linz (Donau) Standort                                                                        | → Hauptartikel : Landestheater Linz f1                                                                                 | P84(Architekt): P131(Ort):Linz Region-ISO:AT-4                                                        |
| ja    | Datei hochladen | 1959      | Kapelle auf der Schlicker Alm HERIS-ID: 91886 Objekt-ID: 106773 TKK: 43519                                                 | Standort                                                                                     | | P84(Architekt):Clemens Holzmeister P131(Ort):Telfes im Stubai Region-ISO:AT-7                         |
| ja    | Datei hochladen | 1959      | Kapelle St. Josef der Kuranstalt Dürrnberg HERIS-ID: 8889 Objekt-ID: 4852                                                  | Hallein (Tirol) Standort                                                                     | → Hauptartikel : Kapelle Kuranstalt Dürrnberg f1                                                                       | P84(Architekt): P131(Ort):Hallein Region-ISO:AT-5                                                     |
| ja    | Datei hochladen | 1960      | Großes Festspielhaus HERIS-ID: 88603 Objekt-ID: 103179                                                                     | Salzburg, Hofstallgasse 1 Standort                                                           | → Hauptartikel : Großes Festspielhaus f1                                                                               | P84(Architekt):Clemens Holzmeister P131(Ort):Salzburg Region-ISO:AT-5                                 |
| BW    | Datei hochladen | 1960      | Haus Lenz Moser | Rohrendorf bei Krems (Niederösterreich) Standort                                             | | P84(Architekt): P131(Ort):                                                                            |
| ja    | Datei hochladen | 1960      | Bernhardskapelle am Hahnenkamm HERIS-ID: 94610 Objekt-ID: 109769 TKK: 9945                                                 | Hahnenkamm Standort                                                                          | | P84(Architekt):Clemens Holzmeister P131(Ort):Kitzbühel Region-ISO:AT-7                                |
| ja    | Datei hochladen | 1960–1962 | Evangelische Christuskirche HERIS-ID: 95042 Objekt-ID: 110269 TKK: 11493                                                   | Kitzbühel (Tirol), Ölberg Standort                                                           | → Hauptartikel : Christuskirche (Kitzbühel) f1                                                                         | P84(Architekt):Clemens Holzmeister P131(Ort):Kitzbühel Region-ISO:AT-7                                |
|       | Datei hochladen | 1960–1962 | Haus für Luise Wolf | Ischgl (Tirol)                                                                               | | P84(Architekt): P131(Ort):                                                                            |
| BW    | Datei hochladen | 1962      | Haus Holzmeister | Salzburg, Brunnhausgasse 14a Standort                                                        | | P84(Architekt): P131(Ort):                                                                            |
|       | Datei hochladen | 1962–1963 | Haus Hoogeweegen | Mondsee (Salzkammergut)                                                                      | | P84(Architekt): P131(Ort):                                                                            |
| ja    | Datei hochladen | 1963      | Erweiterung der Marienkapelle HERIS-ID: 89461 Objekt-ID: 104092 TKK: 19336                                                 | Krößbach bei Neustift im Stubaital (Tirol) Standort                                          | unter Denkmalschutz | P84(Architekt):Clemens Holzmeister P131(Ort):Neustift im Stubaital Region-ISO:AT-7                    |
| ja    | Datei hochladen | 1963–1965 | Deutsche Botschaft | Wien, 3. Gemeindebezirk, Metternichgasse 3                                                   | zerstört Anmerkung: mit Georg Lippert; nach Entwurf von Rolf Gutbrod                                                   | P84(Architekt): P131(Ort):                                                                            |
| ja    | Datei hochladen | 1964      | Umgestaltung der Stiftsbasilika Seckau HERIS-ID: 51793 Objekt-ID: 57582                                                    | Seckau (Steiermark) Standort                                                                 | unter Denkmalschutz | P84(Architekt): P131(Ort):Seckau Region-ISO:AT-6                                                      |
| ja    | Datei hochladen | 1964–1965 | Friedhofsanlage mit Aufbahrungshalle HERIS-ID: 10745 Objekt-ID: 6807                                                       | Grafenstein (Kärnten) Standort                                                               | | P84(Architekt):Clemens Holzmeister P131(Ort):Grafenstein Region-ISO:AT-2                              |
| BW    | Datei hochladen | 1964–1966 | Pfarrkirche Zu den Heiligen Zwölf Aposteln                                                                                 | Augsburg-Hochzoll (Bayern), Zwölf-Apostel-Platz 1 Standort                                   | unter Denkmalschutz | P84(Architekt): P131(Ort):                                                                            |
| ja    | Datei hochladen | 1965      | Pfarrkirche Allerheiligen HERIS-ID: 55457 Objekt-ID: 64122 TKK: 83552                                                      | Innsbruck-Allerheiligen, St.-Georgs-Weg 15 Standort                                          | → Hauptartikel : Pfarrkirche Allerheiligen (Innsbruck) f1                                                              | P84(Architekt):Clemens Holzmeister P131(Ort):Innsbruck Region-ISO:AT-7                                |
| ja    | Datei hochladen | 1965–1967 | Julius-Raab-Denkmal HERIS-ID: 23777 Objekt-ID: 20140                                                                       | Wien, 1. Gemeindebezirk, Dr.-Karl-Renner-Ring Standort                                       | Anmerkung: an der Volksgarten-Umfriedung                                                                               | P84(Architekt):Clemens Holzmeister P131(Ort):Innere Stadt Region-ISO:AT-9                             |
| ja    | Datei hochladen | 1966      | Filialkirche zur Heiligen Familie HERIS-ID: 47966 Objekt-ID: 51339                                                         | Puchsbaumplatz 9 Standort                                                                    | Anmerkung: Wien-Favoriten                                                                                              | P84(Architekt): P131(Ort):Favoriten Region-ISO:AT-9                                                   |
| ja    | Datei hochladen | 1966      | Pfarrkirche Hl. Dreifaltigkeit und Pfarrhof HERIS-ID: 8715 Objekt-ID: 4673                                                 | Zwölfaxing (Niederösterreich), Himberger Straße 1 Standort                                   | → Hauptartikel : Pfarrkirche Zwölfaxing f1                                                                             | P84(Architekt):Clemens Holzmeister P131(Ort):Zwölfaxing Region-ISO:AT-3                               |
| ja    | Datei hochladen | 1966–1967 | Neue Pfarrkirche St. Christophorus HERIS-ID: 95185 Objekt-ID: 110467 TKK: 19452                                            | Navis (Tirol) Standort                                                                       | → Hauptartikel : Neue Pfarrkirche Navis f1                                                                             | P84(Architekt): P131(Ort):Navis Region-ISO:AT-7                                                       |
| ja    | Datei hochladen | 1967      | Leopold-Figl-Warte HERIS-ID: 113836 Objekt-ID: 132221                                                                      | Tulbingerkogel (Niederösterreich) Standort                                                   | → Hauptartikel : Leopold-Figl-Warte f1                                                                                 | P84(Architekt):Clemens Holzmeister P131(Ort):Tulbing Region-ISO:AT-3                                  |
| ja    | Datei hochladen | 1968–1969 | Umbau der Pfarrkirche Unserer Lieben Frau HERIS-ID: 55705 Objekt-ID: 64500 TKK: 15113                                      | Mayrhofen bei Schwaz (Tirol) Standort                                                        | → Hauptartikel : Pfarrkirche Mayrhofen f1                                                                              | P84(Architekt): P131(Ort):Mayrhofen Region-ISO:AT-7                                                   |
| ja    | Datei hochladen | 1968–1970 | Pfarrkirche Hl. Dreifaltigkeit HERIS-ID: 59775 Objekt-ID: 71350 TKK: 14041                                                 | Pertisau (Tirol) Standort                                                                    | → Hauptartikel : Pfarrkirche Pertisau f1                                                                               | P84(Architekt):Clemens Holzmeister P131(Ort):Eben am Achensee Region-ISO:AT-7                         |
| ja    | Datei hochladen | 1968–1970 | Pfarrkirche St. Bonifaz HERIS-ID: 23336 Objekt-ID: 19688                                                                   | Breitenfurt bei Wien, Enzmannstraße Standort                                                 | Anmerkung: 1990 Erweiterung mit Umorientierung                                                                         | P84(Architekt):Clemens Holzmeister P131(Ort):Breitenfurt bei Wien Region-ISO:AT-3                     |
| ja    | Datei hochladen | 1968–1970 | Christuskapelle auf der Gaislachalm                                                                                        | Sölden (Tirol), Gaislachalm 5 Standort                                                       | | P84(Architekt):Clemens Holzmeister P131(Ort):Sölden Region-ISO:AT-7                                   |
| ja    | Datei hochladen | 1969–1971 | Volksschule HERIS-ID: 10744 Objekt-ID: 6806                                                                                | Grafenstein (Kärnten), Clemens-Holzmeister-Straße 34 Standort                                | | P84(Architekt):Clemens Holzmeister P131(Ort):Grafenstein Region-ISO:AT-2                              |
| ja    | Datei hochladen | 1970      | Erweiterung der Pfarrkirche St. Sixtus II. HERIS-ID: 55740 Objekt-ID: 64552 TKK: 12469, 2351                               | Niederau (Tirol) Standort                                                                    | → Hauptartikel : Pfarrkirche Niederau f1                                                                               | P84(Architekt): P131(Ort):Wildschönau Region-ISO:AT-7                                                 |
| ja    | Datei hochladen | 1970–1971 | Pfarrkirche Don Bosco | Wien, 21. Gemeindebezirk, Floridsdorf, Großfeldsiedlung, Herzmanovsky-Orlando-Gasse Standort | → Hauptartikel : Pfarrkirche Don Bosco (Großfeldsiedlung) f1                                                           | P84(Architekt):Clemens Holzmeister P131(Ort):Wien Region-ISO:AT-9                                     |
| ja    | Datei hochladen | 1970–1973 | Schülerheim Don Bosco der Salesianer HERIS-ID: 75053 Objekt-ID: 88521 TKK: 37562                                           | Fulpmes (Tirol) Standort                                                                     | | P84(Architekt):Clemens Holzmeister P131(Ort):Fulpmes Region-ISO:AT-7                                  |
| ja    | Datei hochladen | 1972      | Umbau der Dekanatskirche Unserer Lieben Frau Geburt HERIS-ID: 22538 Objekt-ID: 18871                                       | Altenmarkt im Pongau Standort                                                                | Umbau des Hochaltars, 1976 Beichtstühle                                                                                | P84(Architekt): P131(Ort):Altenmarkt im Pongau Region-ISO:AT-5                                        |
| ja    | Datei hochladen | 1972–1974 | Aufbahrungshalle HERIS-ID: 54699 Objekt-ID: 63073                                                                          | Sankt Kanzian am Klopeiner See (Kärnten) Standort                                            | | P84(Architekt):Clemens Holzmeister P131(Ort):Sankt Kanzian am Klopeiner See Region-ISO:AT-2           |
|       | Datei hochladen | 1972–1975 | Haus für Hans Holzmeister                                                                                                  | Steinach am Brenner (Tirol)                                                                  | | P84(Architekt): P131(Ort):                                                                            |
| ja    | Datei hochladen | 1972–1973 | Umbau der Pfarrkirche Hl. Dreifaltigkeit HERIS-ID: 55777 Objekt-ID: 64614 TKK: 28755                                       | Pians (Tirol) Standort                                                                       | → Hauptartikel : Pfarrkirche Pians f1                                                                                  | P84(Architekt): P131(Ort):Pians Region-ISO:AT-7                                                       |
| ja    | Datei hochladen | 1973–1976 | Pfarrkirche St. Johannes Baptist HERIS-ID: 74783 Objekt-ID: 88219                                                          | Klösterle (Vorarlberg) Standort                                                              | → Hauptartikel : Pfarrkirche Klösterle f1                                                                              | P84(Architekt): P131(Ort):Klösterle Region-ISO:AT-8                                                   |
| ja    | Datei hochladen | 1976      | Kriegerdenkmal TKK: 115714                                                                                                 | Schwoich (Tirol) Standort                                                                    | | P84(Architekt):Clemens Holzmeister P131(Ort):Schwoich Region-ISO:AT-7                                 |
| ja    | Datei hochladen | 1978      | Andreas-Hofer-Denkmal Wien Kulturgut: 71001                                                                                | Wien, 4. Gemeindebezirk, Südtiroler Platz Standort                                           | Anmerkung: Ausführung durch Jakob Adlhart                                                                              | P84(Architekt): P131(Ort):Wien Region-ISO:AT-9                                                        |
| ja    | Datei hochladen | 1978–1979 | Pfarrkirche St. Petrus und St. Paulus HERIS-ID: 106821 Objekt-ID: 124056 TKK: 3395                                         | Bruckhäusl (Tirol) Standort                                                                  | → Hauptartikel : Pfarrkirche Bruckhäusl f1                                                                             | P84(Architekt):Clemens Holzmeister P131(Ort):Kirchbichl Region-ISO:AT-7                               |
| ja    | Datei hochladen | 1978–1980 | Fest- und Turnsaal der Volksschule HERIS-ID: 53880 Objekt-ID: 61957                                                        | Himmelberg 66 (Kärnten) Standort                                                             | | P84(Architekt): P131(Ort):Himmelberg Region-ISO:AT-2                                                  |
| ja    | Datei hochladen | 1979–1980 | Kapelle des Sanatoriums Maria Hilf HERIS-ID: 105281 Objekt-ID: 122250                                                      | Klagenfurt (Kärnten) Standort                                                                | | P84(Architekt): P131(Ort):Klagenfurt am Wörthersee Region-ISO:AT-2                                    |
| ja BW | Datei hochladen | 1981–1982 | Erweiterung des Chors der Pfarrkirche St. Stephan HERIS-ID: 29338 Objekt-ID: 25981                                         | Gmünd (Niederösterreich) Standort                                                            | → Hauptartikel : Pfarrkirche St. Stephan (Gmünd) f1                                                                    | P84(Architekt): P131(Ort):Gmünd Region-ISO:AT-3                                                       |
| ja    | Datei hochladen | 1985      | Erweiterung der Filialkirche HERIS-ID: 16116 Objekt-ID: 12371                                                              | Holzhausen Standort                                                                          | Anmerkung: postumes Werk                                                                                               | P84(Architekt): P131(Ort):St. Georgen bei Salzburg Region-ISO:AT-5                                    |